# Lorser Feitelson
Lorser Feitelson, né le 11 février 1898 à Savannah et mort le 24 mai 1978 à Los Angeles, est un peintre américain.

## Biographie
Lorser Feitelson naît le 11 février 1898 à Savannah.
Il étudie à l'Art Students League à New York et indépendamment à Paris de 1919 à 1927. Il s'installe à Los Angeles en 1927 où il est influent dans la communauté artistique.

## Élèves
- Bernard Dreyfus.

## Expositions
- 1923 : Salon d'Automne, Paris[2].
- 1924 : Daniel, New York[2].